# Kunegunda Luksemburska
Kunegunda Luksemburska, Święta Kunegunda (ur. ok. 975 w Luksemburgu, zm. 3 marca 1033 w Kaufungen) – święta katolicka, królowa Niemiec, a następnie cesarzowa Świętego Cesarstwa Rzymskiego, żona cesarza św. Henryka II, córka Zygfryda I, hrabiego Luksemburga, i Jadwigi, córki Ebercharda IV z Nordgau.

## Życiorys
Ślub z późniejszym cesarzem Henrykiem (6 maja 973 – 13 lipca 1024), wówczas księciem Bawarii, odbył się w 998 lub 1000 r. Henryk był synem księcia bawarskiego Henryka II Kłótnika i Gizeli, córki Konrada Spokojnego, króla Burgundii. Henryk i Kunegunda nie mieli razem dzieci, ale tworzyli zgodne i szczęśliwe małżeństwo. Żyli razem w ślubach czystości, ale Kunegundy nie ominęło oskarżenie o cudzołóstwo, od którego cesarzowa uwolniła się przez poddanie się sądowi bożemu.
Kunegunda brała aktywny udział w życiu politycznym kraju, wspierała męża w jego działaniach i uczestniczyła w posiedzeniach rady cesarskiej. 14 lutego 1014 r. została koronowana w Rzymie na cesarzową przez papieża Benedykta VIII. Po śmierci męża w 1024 r. została regentką królestwa (razem ze swoim bratem, Henrykiem) i trzymała pieczę nad insygniami koronacyjnymi, które następnie przekazała wybranemu na króla Konradowi II.
Ostatnie lata życia Kunegunda spędziła w ufundowanym przez siebie klasztorze benedyktyńskim w Kaufungen. Habit mnisi przywdziała w 1025 r. Zmarła tam w 1033 r.. Została pochowana obok swojego męża w Katedrze w Bambergu.
W bulli papieskiej przywołana jest legenda o tym, jak cesarzowa zasnęła i została przeniesiona do łóżka. Jej dwórka również przysnęła, a od trzymanej w jej dłoni świecy zajęło się łóżko Kunegundy. Ogień obudził cesarzową i jej dwórkę i zniknął, kiedy Kunegunda uczyniła znak krzyża.

## Kult
Proces kanonizacyjny Kunegundy Luksemburskiej został wdrożony za pontyfikatu Celestyna III.
Została kanonizowana 29 marca 1200 r. przez papieża Innocentego III.
Wspomnienie liturgiczne w Kościele katolickim św. Kunegundy obchodzone jest 3 marca.
W ikonografii przedstawiana jest najczęściej z mężem - św. Henrykiem, podczas próby wierności małżeńskiej, często z rozżarzonym lemieszem pługa w ręku. Przedstawia się ją także w habicie zakonnym trzymającą w ręku kościół.
Jest patronką Luksemburga, diecezji Bambergu i Niemiec.